# عطية الراجحي
عطية الراجحي لاعب كرة قدم سعودي ، يلعب كلاعب وسط يلعب حالياً في نادي الفاو.

## مسيرة اللاعب
لعب في نادي جدة ونادي الانتصار ونادي الفاو.